# Stazione di Castelfranco Emilia
Stazione di Castelfranco Emilia vasútállomás Olaszországban, Castelfranco Emilia településen.

## Vasútvonalak
Az állomást az alábbi vasútvonalak érintik:
- Milánó–Bologna-vasútvonal

## Kapcsolódó állomások
A vasútállomáshoz az alábbi állomások vannak a legközelebb:
- Stazione di Samoggia
- Stazione di Modena